# Chella llà
Chella llà è una canzone in napoletano pubblicata nel 1956.

## Storia
Scritta da Umberto Bertini e musicata da Vincenzo Di Paola e Sandro Taccani, la canzone fu interpretata per la prima volta da Teddy Reno. Accompagnata da un arrangiamento orecchiabile, divenne cavallo di battaglia di cantanti come Renato Carosone ed Aurelio Fierro. Grazie a questo brano, il cantante romagnolo Marino Marini, accompagnato da un complesso che comprendeva valenti musicisti della zona vesuviana, raggiunse il secondo posto nella Hit Parade del 1957, piazzandosi nelle classifiche dei dischi di successo in Europa.
Il noto cantante dei Beatles Paul McCartney spesso diceva di sapere solamente una canzone italiana: Chella llà.

## Descrizione del brano
La canzone racconta della gioia di un uomo che è riuscito a liberarsi da un amore che lo teneva "incatenato" ed adesso si sta gustando la libertà; gli sembra più turchino il cielo e più lucente il Sole. La donna tenta di rifarsi avanti mandandogli un biglietto da parte della figlia del portinaio, ma a lui non interessa più niente; prenderà una donna più bella e lei rimarrà zitella.

## Cinema
È da ricordare l'esecuzione della canzone da parte di Teddy Reno nel film Totò, Peppino e la... malafemmina, del 1956, diretto da Camillo Mastrocinque.

## Interpretazioni
Tra gli interpreti del brano vi sono:
- Claudio Villa
- M'Barka Ben Taleb (versione in arabo)
- Mario Trevi (con i Lunabianca)
- Renato Carosone
- Renzo Arbore e l'Orchestra Italiana
- Roberto Murolo
- Aurelio Fierro
- Marino Marini
- Teddy Reno
- Umberto Marcato (1957) (Karusell,	KSEP 3060) 45 giri pubblicato in Finlandia, Svezia e Norvegia; inserita nell'album Volare del 1961 (Karusell, KALP 1001) uscito in Svezia, Brasile e Stati Uniti d'America.
- Los Catinos in spagnolo con il titolo Que la la.
- Amedeo Pariante (Philips, 421 814 PE)